# Brendan O’Donoghue
Brendan James O’Donoghue (* 15. Dezember 1982 in Nenagh) ist ein irischer Snookerspieler. Er ist mehrfacher irischer Meister und war 2009 eine Saison als Profi auf der Snooker Main Tour.

## Karriere
Brendan O’Donoghue spielte schon mit 8 Jahren sein erstes Jugendturnier, mit 12 Jahren wurde er irischer U-14-Meister. Er war schon früh auch über Irland hinaus erfolgreich. Mit 15 Jahren trat er bei der U-21-Weltmeisterschaft an und erreichte immerhin das Achtelfinale. 2000 und 2001 stand er bei der U-19-Europameisterschaft jeweils im Viertelfinale. 2001 kam er mit 19 Jahren außerdem erstmals ins Finale der nationalen irischen Meisterschaft, wo er gegen den ein Jahr älteren Martin McCrudden mit 5:8 verlor. 2003 trafen die beiden wieder im Finale aufeinander und diesmal gewann O’Donoghue mit dem umgekehrten Ergebnis seinen ersten Meistertitel. Im selben Jahr stand er in der U-21-WM im Viertelfinale und erreichte danach bei seiner ersten Amateurweltmeisterschaft im Seniorenbereich das Halbfinale, das er gegen den späteren Titelgewinner Pankaj Advani verlor. In den folgenden beiden Jahren, 2005 und 2006, stand er im Finale der irischen Meisterschaft David Morris gegenüber und beide Male verlor er mit 2:8.
In der Saison 2004/05 nahm er an der damals für Amateure offenen Profiweltmeisterschaft teil. Er überstand die Vorqualifikation, verlor dann aber in Runde 1. Danach nahm er auch den Einstieg in eine mögliche Profikarriere ernsthaft in Angriff und er nahm an der Pontin’s International Open Series teil, bei der man sich in acht Turnieren für die Main Tour qualifizieren konnte. Er erreichte zwar einmal ein Halbfinale und viermal das Achtelfinale, in der Gesamtwertung reichte dies aber nur für Platz 19 bei 8 verfügbaren Tourplätzen. Im folgenden Jahr blieb er aber deutlich hinter diesem Ergebnis zurück und im dritten Anlauf 2007 trat er nach den enttäuschenden ersten beiden Turnieren bei keinem weiteren Turnier mehr an. Auch bei der Europameisterschaft 2007, über die er sich ebenfalls hätte qualifizieren können, schied er im Viertelfinale aus. Dafür gewann er mit der irischen Mannschaft 2008 den Europameistertitel.
In der Saison 2008/09 nahm er noch an den großen Amateurturnieren teil und erreichte bei der EM 2009 das Halbfinale. Ansonsten konzentrierte er sich aber auf die Turniere in Irland. Nach einer erfolgreichen Saison genügte ihm das Erreichen des Halbfinals in der irischen Meisterschaft, um Platz 1 der nationalen Rangliste einzunehmen. Die Rangliste war aber auch das Kriterium des irischen Snookerverbands zur Vergabe der nationalen Wildcard für die Profisaison 2009/10, und so kam O’Donoghue doch noch zu seinem Profistatus. Gleich seine erste Profipartie bei der Qualifikation zum Shanghai Masters gewann er mit 5:2 gegen Chris Norbury. Danach verlor er aber alle Auftaktpartien und auch zwei Siege bei der abschließenden Weltmeisterschaft, unter anderem ein 10:8 gegen Matthew Couch, retteten die Saison nicht. Als 87. der 96 Spieler der Weltrangliste verlor er seinen Profistatus sofort wieder.
In den folgenden Jahren blieb er eine feste Größe bei den Amateurwelt- und -europameisterschaften. Bei der EM 2012 kam er einem Titel am nächsten, als er das Finale erreichte und gegen Scott Donaldson mit 3:7 verlor. Mehrfach erreichte er bei beiden Turnieren noch das Achtelfinale. Auf nationaler Ebene war er erfolgreicher: 2015 gewann er zum zweiten Mal die irische Meisterschaft. Er besiegte Robert Murphy mit 7:3. In der Saison 2015/16 nahm er außerdem an drei Turnieren der Players Tour Championship auf dem europäischen Kontinent teil und erreichte immerhin zweimal die Hauptrunde. Außerdem bekam er eine Wildcard für die Profiweltmeisterschaft, wo er aber gegen David Grace sein Auftaktmatch verlor.
2017 gewann O’Donoghue gegen Ex-Profi Rodney Goggins zum dritten Mal die irische Meisterschaft, 2021 gegen David Morris seinen vierten Meistertitel. 2022 und 2023 gewann er gegen Ryan Cronin beziehungsweise Ross Bulman seinen fünften und sechsten Meistertitel.

## Erfolge
Amateurturniere:
- Irischer Meister (2003, 2015, 2017, 2021, 2022, 2023)
- Irischer U-14-Jugendmeister (1995)
- EBSA-Europameisterschaft (Finale 2012, Halbfinale 2009)
- Europäischer Mannschaftsmeister mit Irland (2008)
- Sieger der Home Internationals mit Irland (2012, 2013)[6]